# VIH/sida en Perú
Se considera que el VIH/sida en el Perú ha alcanzado el nivel de una epidemia concentrada. Según una encuesta poblacional llevada a cabo en el Perú en las 24 ciudades más grandes en 2002, la prevalencia del VIH se estima en menos del 1 % para adultos (0,6 % entre las mujeres embarazadas, el 0,4 % entre los hombres y un 0,1 % entre las mujeres). La encuesta demostró que los casos se encuentran distribuidos en el país, afectando en su mayoría a jóvenes entre las edades de 25 y 34 años. En septiembre de 2007, el número registrado de personas infectadas con el VIH era 29 771, y hubo 20 110 casos de sida (Ministerio de Salud, 2007]).

La proporción hombre/mujer de casos de sida diagnosticados en 2006 fue de 3,01 (MINSA, 2007). ONUSIDA calcula que 93 000 peruanos son VIH positivos, lo que significa que muchas personas en riesgo no conocen su estado. Hubo 5600 muertes por sida en el Perú en 2005.

## Estadísticas
El 12 de mayo de 1983 en el Hospital Nacional Cayetano Heredia (HNCH), el doctor Raúl Patrucco detectó el primer caso de sida en un paciente varón de 37 años que había residido en Nueva York, Estados Unidos, hasta 1982.  En forma coincidente, en el mismo mes y año en Francia, el Dr. Luc Montagnier descubría el agente viral del sida, de una muestra procedente de un ganglio de un paciente infectado con esta nueva enfermedad, de esa manera comenzaba la propagación de esta enfermedad por todo el Perú, para el año 2004 los casos de sida pasaban los 17000.
La transmisión del VIH no es actualmente un problema de importancia fuera de las grandes zonas urbanas del Perú. Entre los casos de VIH/sida denunciados, el 72,2 % se encuentran en Lima y Callao - la zona de la ciudad capital (MINSA, 2007). La transmisión sexual de la mayoría (97 %) de los casos, seguido por la transmisión de madre a hijo (2 %), y la sangre y productos sanguíneos contaminados (1 %) (Ministerio de Salud, 2007). La prevalencia del VIH entre hombres que tienen sexo con hombres (HSH), fue del 14 % a nivel nacional y 23 % en Lima en 2005 y ha seguido aumentando en los últimos años, mientras que entre las trabajadoras sexuales la prevalencia sigue siendo baja (0,6 a 2 %). Aunque el 93 % de las trabajadoras del sexo declaran haber utilizado un preservativo con su último cliente (Ministerio de Salud, 2003), la frecuencia de uso del condón entre los trabajadores del sexo masculino es de 46,3 %. El VIH/sida en la incidencia de las principales cárceles de Perú varía desde 0,1 hasta 0,9 por ciento (Instituto Nacional Penitenciario [INPE], 2005), y la frecuencia de utilización del condón por los reclusos es baja (32,8 % reportado en 2004) (INPE, 2005).
La seguridad de la sangre también es una preocupación. Varios casos de infección por el VIH en 2006 y 2007 han sido atribuidos a las transfusiones de sangre recibidas a través de servicios públicos de salud (MINSA, 2007).
Las infecciones por sífilis o la gonorrea y la clamidiasis en los hombres y mujeres y la tricomoniasis y vaginosis bacteriana en las mujeres son factores en el aumento del riesgo de transmisión del VIH en el Perú. El tratamiento inadecuado e ineficaz de las infecciones de transmisión sexual (ITS) es común. Otro motivo de preocupación importante es la alta prevalencia del VIH entre los reclusos. Dado el nivel relativamente bajo de educación sexual, el uso del condón limitado, y conductas sexuales de riesgo practicado por algunas subpoblaciones, como múltiples parejas sexuales, existe un importante potencial para la propagación del VIH en el Perú. Un estudio realizado por Klausner y Mendoza (2002) de los jóvenes de 18 a 30 en 34 barrios de Lima, Chiclayo y Trujillo demostró que el 18 por ciento tenía más de una pareja sexual en el último año, un 8 por ciento tenía más de una pareja en los últimos tres meses, y el uso del preservativo fue bajo.

## Respuesta nacional
Perú fue uno de los primeros países de América Latina en ofrecer profilaxis para prevenir la transmisión materno infantil del VIH. La estrategia del Perú para prevenir las transmisiones se considera un modelo para la región andina, y en el año 2000, ONUSIDA cita el programa de prevención VIH/sida en Perú como uno de los mejores del mundo. Poco después, sin embargo, la agitación política, una crisis económica, y los repetidos cambios en el personal clave se combinaron para debilitar las operaciones del Ministerio de Salud, incluyendo esos programas. En una importante reestructuración de la Secretaría de Salud en 2002 y 2003, varios programas verticales, incluyendo el Programa Nacional de Sida (PNS), se fusionaron. Esto fue acompañado por una reducción en la financiación y la capacidad de gestión para el sida, la tuberculosis (TB), la vacunación y otros programas. Todos los aspectos del PAN sufrieron. En 2004 el Ministerio de Salud comenzó a reconstituir su programa VIH/sida, con el objetivo de limitar la expansión de la epidemia mediante la prevención de nuevas infecciones y ofrecer cuidados apropiados y eficaces, y apoyo a las personas que tienen VIH/sida.

## Activismo
Desde las colectividades se creó redes de apoyo en respuesta de la epidemia

## Autoridades involucradas
Los servicios públicos de salud son la principal fuente de cuidados para el VIH/sida en el Perú, la mayoría de los cuales son entregados por el Ministerio de Salud, las autoridades regionales de salud, y el sistema de seguridad social. En coordinación con los sectores del Ministerio de Salud, otro estado, como el Ministerio de Educación y el Ministerio de la Mujer y Desarrollo Social, con programas dirigidos a educar y proteger a los adolescentes y los niños y la prevención del VIH/sida mediante la promoción de estilos de vida saludables y reducir los comportamientos de alto riesgo. Los esfuerzos de educación para la prevención del VIH en las escuelas se están implementando como parte de las actividades financiadas por el Fondo Mundial para la lucha contra el sida, la tuberculosis y la malaria y la Agencia de los Estados Unidos para el Desarrollo Internacional (USAID).
Los peruanos que viven con el VIH/sida están protegidos por la Ley n.º 26626, promulgada en 1996, que reconoce los derechos fundamentales de la autonomía, la confidencialidad y la no discriminación y garantías de prestación de tratamiento médico de acuerdo a la capacidad del Estado. Cambios en la ley se han propuesto (pero no pasaron), incluidas las disposiciones que hacen la prueba del VIH obligatoria para las mujeres embarazadas (aunque esto es criticado por los observadores de derechos humanos) y que requeriría que el estado provea tratamiento a todas las personas que viven con el VIH/sida (PVVS). En este momento, estas políticas no tienen la fuerza de la ley y tienen solo una limitada aplicación.
Las actividades apoyadas por el Fondo Mundial representan una gran proporción de la inversión en VIH/sida en el país, aunque el Gobierno del Perú está financiando la mayor parte de los costos de la adquisición de medicamentos antirretrovirales. Perú ha obtenido financiación para el VIH/sida a través de rondas del Fondo Mundial, dos, cinco y seis. Las actividades iniciales hicieron hincapié en la prestación de la terapia antirretroviral (ART), pero más tarde los proyectos enfatizaron en la prevención.

## Coordinación nacional
En 1981 una de las principales causas de muerte de nuestro tiempo irrumpió en la escena mundial. La nueva enfermedad se denominó síndrome de inmunodeficiencia adquirida (sida). Su causa, el virus de inmunodeficiencia humana (VIH), se identificó en 1983. Se propaga fundamentalmente a través del contacto sexual sin protección, el uso compartido de jeringas, así como a través de transfusiones de sangre contaminadas. Durante las décadas posteriores, el índice de infección aumentó de manera espectacular, al igual que el índice de muertes. Pero con el tiempo los nuevos tratamientos antirretrovirales comenzaron a prolongar las vidas de aquellos que estaban infectados. En 2007 el porcentaje de personas que vivían con VIH se había estabilizado, aunque a un nivel alto. Esto se debía, en gran medida, a los efectos beneficiosos y a la mayor disponibilidad de la terapia antirretroviral. 
El sistema de las Naciones Unidas ha estado a la vanguardia de este progreso. Desde 1996, sus esfuerzos se han coordinado a través de ONUSIDA, el Programa Conjunto de las Naciones Unidas sobre el VIH/sida. El Programa está copatrocinado por 10 organismos del sistema de las Naciones Unidas: ACNUR, UNICEF, PMA, PNUD, UNFPA, ONUDD, OIT, UNESCO, OMS y el Banco Mundial. 
En 2000, los líderes mundiales establecieron unos objetivos específicos para dar una respuesta al VIH/sida en la Cumbre del Milenio de la Asamblea General. Una sesión especial de la Asamblea en 2001 amplió ese compromiso, y creó el Fondo Mundial de lucha contra el Sida, la Tuberculosis y la Malaria. En la Cumbre Mundial de 2005 de la Asamblea, los líderes mundiales acordaron dar una respuesta más amplia a la pandemia mediante la prevención, cuidado, tratamiento y apoyo, y la movilización de recursos adicionales.
El Mecanismo Coordinador de País (MCP), creado para coordinar las actividades apoyadas por el Fondo Mundial, es el único mecanismo de coordinación multisectorial en el país. Coordina los ministerios gubernamentales, organizaciones y las personas afectadas por la tuberculosis, las organizaciones no gubernamentales, grupos religiosos, instituciones académicas y organizaciones internacionales con el objetivo de supervisar la respuesta del Perú a la epidemia. El MCP dirigió el desarrollo del Plan Estratégico Multisectorial para la Prevención y Control de VIH/sida para el período 2007-2011.